# ガイウス・スルピキウス・ガルバ (アウグル)
ガイウス・スルピキウス・ガルバ（ラテン語: Gaius Sulpicius Galba、紀元前153年ごろ - ?）は、共和政ローマ後期の政務官。高名な父の下に生まれたが、ユグルタ戦争の贈賄罪で訴追され、そのキャリアを失った。帝政ローマの皇帝ガルバの直系の先祖と考えられている。

## 出自
父はセルウィウス・スルピキウス・ガルバ (紀元前144年の執政官)で、弁論家としても高名だったが、紀元前149年、ヒスパニアでルシタニア人を虐殺した罪で訴追された。スエトニウスは『皇帝伝』で、ガルバ家の名前の由来について記しているが、諸説あるようで、ガルバ家が名を揚げたのはこの父からとしている。訴追者である護民官をマルクス・ポルキウス・カトが支持し、有罪が決まりそうになったとき、彼は自分の幼い息子たちや、友人であるガイウス・スルピキウス・ガッルス (紀元前166年の執政官)の子を法廷に連れてきたため、審判人は無罪にしたとされる。
こうした古代の記録から、ガイウス・スルピキウス・ガルバは紀元前153年前後の生まれではないかと推測されている。兄弟のセルウィウス・スルピキウス・ガルバ (紀元前108年の執政官)は、紀元前151年ごろの生まれと推測されているが、セルウィウスというプラエノーメンは、スルピキウス氏族の長男につけられることが多く、父親と同名であることからも、セルウィウスが長男である可能性が高い。

## 経歴
紀元前140年前後に、プブリウス・リキニウス・クラッスス・ディウェス・ムキアヌスの娘と婚約したが、ムキアヌスはもう一人の娘をガイウス・グラックスと結婚させており、グラックス兄弟のシンパであったため、ガイウス・ガルバの父も親グラックス派だったのだろう。
紀元前123年、ガイウス・グラックスの「タレントゥムとカプアの植民市入植に関するセンプロニウス法（Lex Sempronia de coloniis Tarentum et Capuam deducendis）や「植民市カルタゴに関するルブリウス法（Lex Rubria de colonia Carthaginem）が成立した。この入植事業は、ティベリウス・グラックスが始めたもので、紀元前110年代初頭、ガイウス・ガルバは、ガイウス・パピリウス・カルボ、ルキウス・カルプルニウス・ベスティアと共に、アフリカの土地分配三人委員を務めているが、ガイウス・ガルバ以外の2人は反グラックス派で知られており、彼もグラックス派を裏切ったのだろう。ガイウス・グラックスや、マルクス・フルウィウス・フラックス (紀元前125年の執政官)の死後、このポストに収まったのかもしれない。
紀元前113年ごろにプラエトルに就任したと考えられ、そうすると紀元前109年のコンスル（執政官）を決める選挙に立候補する予定だったのかもしれないが、サッルスティウスによると、護民官の2人が再選を狙ってごねたため、この年の選挙はズルズルと延期された（紀元前110年に行われるはずだった選挙）。そして前109年の護民官、ガイウス・マミリウス・リメタヌスによって、「ユグルタの陰謀に関するマミリウス法（Lex Mamilia de coniuratione Iugurthina）が成立した。

### マミリウス法
紀元前118年、ヌミディア王国で後継者争いが起り、ユグルタが王位に就いたが、これを問題視したローマは、2度にわたって外交団を派遣したものの合意に至らず、結局紀元前111年に執政官となったベスティアが軍団を率いて乗り込み、決定的な打撃を与えぬうちに停戦した。これを知った民衆は、ベスティアを売国奴とみなして憎み、護民官ガイウス・メンミウスがユグルタをローマに召喚したが、ベスティア派の同僚に拒否権を行使された上、ユグルタは王位継承権を持つ別の人物の暗殺を企てローマを脱出、ユグルタ戦争に突入した。
紀元前110年、執政官スプリウス・ポストゥミウス・アルビヌスは、ユグルタの遅滞戦術に悩まされ、選挙を管理するためにローマ市へ戻ったが（前述の通りこの選挙も遅れた）、その間にアフリカに残された軍を率いた兄弟が敗北し、その結果、これまでスキピオ・アエミリアヌス（小スキピオ）の友人ユグルタに対して及び腰だった、元老院への風当たりも強まり、ユグルタの贈賄を調査するマミリウス法が成立した。サッルスティウスは、この法の内容を、ユグルタに助言や便宜を与えたもの、彼から金を受け取ったもの、敵となんらかの条約を結んだものを調査するためとしている。
キケロがこのマミリウス法で訴追され有罪となった人物を列挙しているが、ベスティア、アルビヌス、ルキウス・オピミウス、ガイウス・ポルキウス・カトといった執政官経験者と共に、ガイウス・ガルバも聖職者として含まれている。歴史家ブロートンは、恐らくアウグル（鳥卜官）であろうとしており、このマミリウス法による調査を仕切った一人はマルクス・アエミリウス・スカウルスであった。

しかし、裁判は風聞と平民の欲望に従って過酷に厳しく行われた。門閥貴族層にはよく起ることだが、この時は平民が順調さのゆえに傲慢に取り憑かれてしまったのである。
—サッルスティウス、『ユグルタ戦記』40.5（栗田伸子訳）
このマミリウス法で有罪とされたのは、全て反グラックス派で、グラックス派による復讐だった可能性がある。ガイウス・ガルバは、レガトゥス（副官）の一人として、ベスティアと共にアフリカで活動したのかもしれず、そのため訴追されたのかもしれないが、法の内容からいって、アフリカで活動したかどうかは無関係に、最初から反グラックス派を狙い撃ちしたものだったのかもしれない。キケロによれば、この有罪判決でガイウス・ガルバは潰されてしまった。
前109年、兄のセルウィウス・ガルバは執政官選挙に当選しており（前108年の執政官）、ガイウス・ガルバへの訴追は選挙の後であった可能性が高い。このころのローマではよく見られたことだが、兄弟をセットにして売り出していたと考えると、ガイウス・ガルバは紀元前107年の執政官も狙って選挙運動をしていたのかもしれない。このガイウス・ガルバの失脚が、ガイウス・マリウスの執政官になるチャンスとなった可能性も考えられる。

## 人物
キケロは、ガイウス・ガルバがマミリウス法で訴追されたときに自分で行った弁護演説を高く評価しており、幼少期には彼の演説を暗記していたという。
マミリウス法で有罪判決を受けた家は、その後ほとんど執政官を出すことが出来なくなっており、ガルバ家も同様で、ガイウス・ガルバの息子セルウィウスは、ルキウス・リキニウス・ルクッルスと共に、ルキウス・コルネリウス・スッラの第一次ミトリダテス戦争に参加し、カイロネイアの戦いでも活躍したものの、執政官とはなれなかった。次のセルウィウス・スルピキウス・ガルバ (紀元前54年法務官)も紀元前49年の執政官選挙に落ちるなど、共和政時代はプラエトル止まりだったが、帝政ローマに入ってガイウス・スルピキウス・ガルバ (紀元前4年の補充執政官)を出し、その子が皇帝ガルバとなった。